# Daniel Purcell
Daniel Purcell [ˈdænjəl ˈpɜːsl̩] (okolo 1664? – pohřben 26. listopadu 1717 Londýn, Anglie) byl anglický barokní varhaník a skladatel. Byl mladším bratrem nebo bratrancem skladatele Henryho Purcella.

## Život
Daniel v dětském věku zpíval ve sboru Chapel Royal podobně jako Henry Purcell před ním. V letech 1688–1695 byl varhaníkem v Magdalen College v Oxfordu, kde zkomponoval mimo jiné Ódu na svátek sv. Cecilie (Ode for St. Cecilia's Day: Begin and strike the harmonious lyre). V roce 1695 se přestěhoval do Londýna a komponoval zejména scénickou hudbu pro divadlo. Napsal hudbu k více než 40 hrám dramatiků jako byli John Dryden, Thomas D'Urfey, Colley Cibber či Peter Anthony Motteux. Jednou z jeho prvních prací v Londýně bylo dokončení masky The Indian Queen, kterou se již nepodařilo dokončit Henrymu Purcellovi.
V roce 1701 získal třetí cenu v soutěži o nejlepší hudbu k masce Williama Congreve The Judgment of Paris. (První cenu získal John Weldo a druhou John Eccles.) V roce 1713 se Purcell stal varhaníkem v kostele sv. Ondřeje v Holbornu v Londýně. Toto místo pak zastával až do své smrti v roce 1717. Je pohřben v kostele sv. Ondřeje, kde působil.

## Dílo

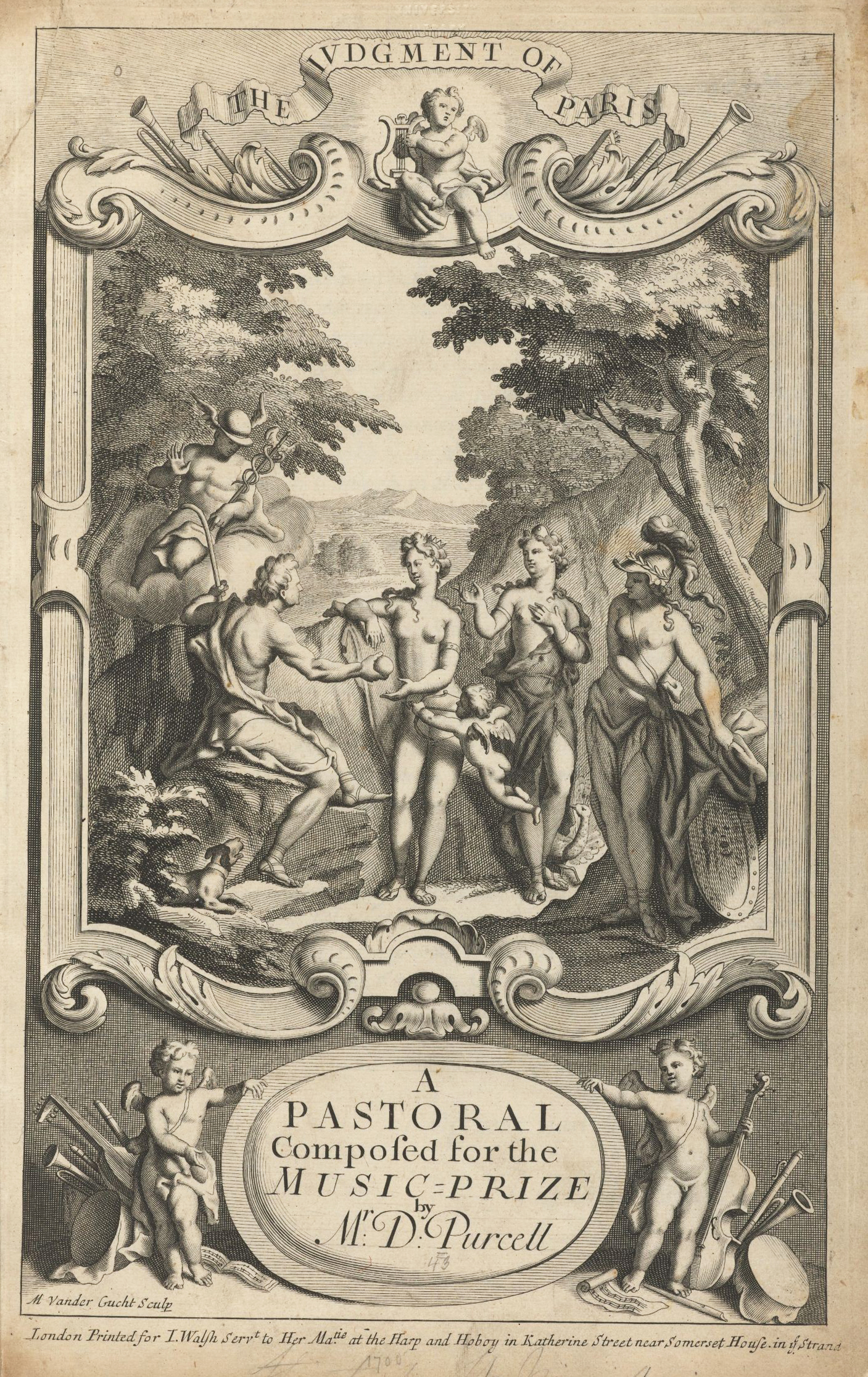
Titulní strana The Judgment of Paris.

### Jevištní díla
- Závěr masky The Indian Queen Henryho Purcella (1695)
- The Island Princess (text Peter Anthony Motteux, spoluautoři Richard Leveridge a Jeremiah Clarke, 1699)
- The Rival Queens (text Nathaniel Lee), spoluautor Gottfried Finger, 1701)
- The Judgement of Paris (text William Congreve, 1701)
- hudba k cca čtyřiceti divadelním hrám

### Ódy
- Begin and strike the harmonious lyre (text Thomas Yalden, óda ke dni sv. Cecilie, 1693)
- The loud-tongu'd war (píseň o uvítáni Viléma III., 1697)
- Begin the noble song (óda ke dni sv. Cecilie, text Samuel Wesley, 1698)
- Welcome, welcome, glorious day (óda k narozeninám princezny Anny, 1698)
- Again the welcome morn we sing (óda k narozeninám princezny Anny, 1700)
- Shepherds, tune your pipes (1706)
- 2 ódy ztraceny

### Instrumentální hudba
- 1698: Six Sonatas or Solos (6 sólových sonát pro flétnu nebo housle a basso continuo.
- Skladby pro cembalo

Patrně nejhranější skladbou Daniela Purcella je Magnificat and Nunc dimittis e-moll, dodnes používaná liturgická skladba anglikánské církve.